# M-Pesa

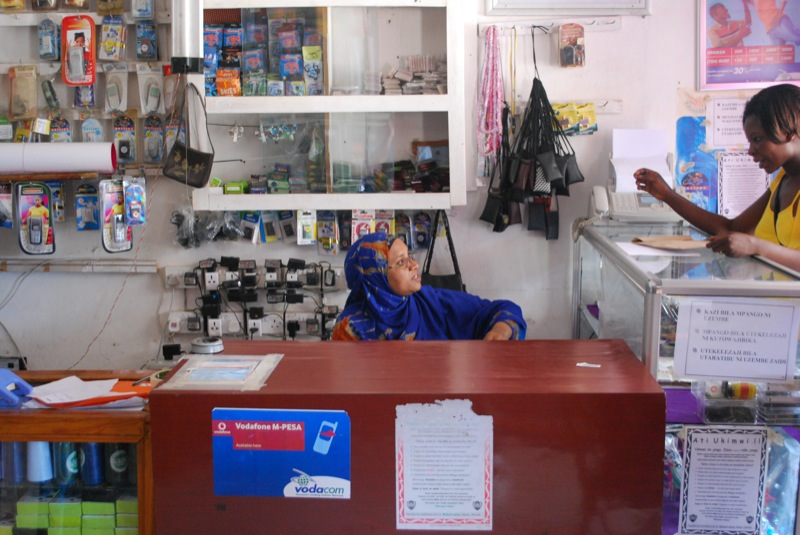
Дилер M-Pesa в Танзанії

M-Pesa (M — мобільні, pesa — суах. гроші) — постачальник платіжних послуг для абонентів мобільного оператора. Сервіс був розроблений компанією Sagentia спеціально для Кенії. У вересні 2009 сервіс перенесений на платформу IBM для Vodafone. Створення сервісу спонсорувалося британським Департаментом міжнародного розвитку (DFID) в 2003—2007.
M-PESA швидко поширився і до 2010 року став найуспішнішою фінансовою послугою на основі мобільних телефонів у світі, що розвивається. До 2012 року в Кенії було зареєстровано близько 17 мільйонів рахунків M-PESA. До червня 2016 року в Танзанії Vodacom відкрив загалом 7 мільйонів рахунків M-PESA. Послугу високо оцінили за те, що вона надала мільйонам людей доступ до офіційної фінансової системи та знизила рівень злочинності в суспільствах, які в інших випадках переважно користуються готівкою. Однак, майже монопольних провайдерів послуги M-PESA іноді критикують за високу вартість, яку ця послуга накладає на її часто незаможних користувачів.

## Історія
Safaricom та Vodafone запустили M-PESA, послугу мобільних платежів, орієнтовану на небанківських абонентів мобільного зв'язку з передоплатою, в Кенії на пілотній основі в жовтні 2005 року. Цей проект був започаткований як ініціатива державного та приватного секторів після того, як Vodafone успішно виграв кошти у конкурсі Financial Deepening Challenge Fund, заснованому Департаментом міжнародного розвитку уряду Великої Британії для заохочення компаній приватного сектору до участі в інноваційних проектах з метою поглиблення надання фінансових послуг у країнах з економікою, що розвивається.
Початковою перешкодою в пілотному проекті було завоювання довіри агентів та заохочення їх до обробки зняття готівки, а також навчання агентів. Однак, як тільки Vodafone запровадив можливість купувати ефірний час за допомогою M-PESA, обсяг транзакцій стрімко зріс. На будь-який ефірний час, придбаний через M-PESA, пропонувалася знижка 5 %, і це слугувало ефективним стимулом. До 1 березня 2006 року через систему було переказано 50,7 млн кенийських шилінгів. Успішне функціонування пілотного проекту стало ключовим компонентом у рішенні Vodafone і Safaricom про повномасштабне впровадження продукту. Досвід, отриманий під час пілотного проекту, допоміг підтвердити потребу ринку в цій послузі, і хоча вона в основному стосувалася полегшення погашення кредитів і виплат для клієнтів Faulu, в ній також були протестовані такі функції, як купівля ефірного часу і національні грошові перекази. Повноцінний комерційний запуск був ініційований у березні 2007 року.
На той час ринок показував, що лише невеликий відсоток населення Кенії користувався традиційними банківськими послугами. Доходи банків були низькими, а банківські комісії — високими; більшість послуг були географічно недоступними для сільських жителів Кенії. Слід зазначити, що високий рівень проникнення мобільного зв'язку був очевидним по всій країні, що робило впровадження мобільних платежів життєздатною альтернативою традиційним банківським каналам. Згідно з дослідженням, проведеним компанією CBS у 2005 році, в Кенії на той час було понад 5 970 600 осіб, зайнятих у неформальному секторі. Цей неформальний сектор становив 98 %.
У 2002 році дослідники з Gamos та Телекомунікаційної організації Співдружності, що фінансуються Міністерством міжнародного розвитку Великої Британії (DFID), задокументували, що в Уганді, Ботсвані та Гані люди використовували ефірний час як проксі для переказу грошей. Кенійці передавали ефірний час своїм родичам або друзям, які потім використовували його або перепродували. Дослідники Gamos звернулися до MCel у Мозамбіку, і в 2004 році MCel запровадила перший дозволений кредитний своп ефірного часу — попередній крок до M-PESA. Ідея обговорювалася Комісією для Африки, а Міністерство з питань міжнародного розвитку познайомило дослідників з компанією Vodafone, яка обговорювала можливість підтримки мікрофінансування та бек-офісного банкінгу за допомогою мобільних телефонів. С. Батчелор (Gamos) та Н. Хьюз (Vodafone CSR) обговорили, як можна створити систему грошових переказів у Кенії. DFID внесло зміни до технічного завдання для надання гранту Vodafone, і пілотний проект розпочався у 2005 році. Safaricom запустив нову послугу мобільних платежів і грошових переказів, відому як M-PESA.
Початкову роботу з розробки продукту було доручено компанії з розробки продуктів і технологій, відомій як Sagentia. У вересні 2009 року обов'язки з розробки та другої лінії підтримки були передані компанії IBM, куди перейшла більша частина команди Sagentia. Після трирічного проекту міграції на новий технологічний стек, станом на 26 лютого 2017 року, обов'язки IBM були передані Huawei на всіх ринках.

## Опис
Спочатку концепція системи M-Pesa призначалася для надання послуг мікрофінансування позичальникам для зручного надання та виплати кредитів, використовуючи дилерську мережу мобільного оператора Safaricom. Це дало можливість інститутам мікрофінансування (MFI) надавати досить вигідні умови позик своїм клієнтам за рахунок скорочення витрат на створення та утримання мережі банківських відділень і відсутності витрат на роботу з готівкою. Спочатку передбачалося, що користувачі зможуть більш зручно контролювати свій рахунок. Але під час тестової експлуатації користувачі почали використовувати сервіс для альтернативних цілей, і з'явилася можливість кооперації з інститутом мікрофінансування «Faulu». M-Pesa перепозиционировала свої послуги і запустила кілька продуктів: грошові перекази по країні і можливість здійснювати платежі.
M-Pesa надає послуги бесфилиального банкінгу, що означає можливість користувачів виконувати найпоширеніші банківські операції без необхідності відвідувати офіс банку. Тривалий успіх системи M-PESA в Кенії привів до створення популярного і доступного платіжного сервісу з незначним залученням банків. Система спочатку призначалася компанією-розробником Sagentia для 6 мільйонів користувачів, проте пізніше за замовленням Vodafone сервіс був масштабований компанією IBM і розміщений на хостингу Rackspace для ринків трьох країн — Кенії, Танзанії та Афганістану.

## Функціональність
Користувачі платіжної системи M-Pesa можуть розміщувати на депозитах гроші і знімати їх використовуючи агентську мережу дилерів мобільного оператора і інших роздрібних точок, які є агентами банків. Система M-Pesa працює на базі мобільного оператора Safaricom, який не є банківською установою.
Сервіс дозволяє користувачам:
- Розміщувати кошти на депозитах та відкликати їх
- Переводити гроші користувачам платіжної системи та третім особам
- Оплачувати рахунки
- Купувати послуги мобільного оператора[18][19].

Користувальницький інтерфейс системи M-Pesa Safaricom в Кенії відрізняється від інтерфейсу Vodacom в Танзанії, хоча використовується одна і та ж платформа. В даний час компанія Safaricom використовує SIM toolkit для надання користувачам меню доступу до своїх платіжним сервісів, Vodacom ж використовує для надання меню технологію USSD.

## Ринки

### Кенія
Вперше запущена кенійським мобільним оператором Safaricom у партнерстві з Vodafone в березні 2007 року. M-Pesa швидко захопила значну частку ринку грошових переказів і несподівано стала використовуватися 6,5 млн користувачами, які тільки в одній Кенії здійснювали 2 млн транзакцій щодня (травень 2009).
Таке стрімке зростання цієї послуги змусив традиційні банківські установи звернути увагу на інноваційний проект. У грудні 2008 року, група банків імовірно пролобіювали кенійського міністра фінансів піддати компанію M-Pesa аудиту, щоб уповільнити темпи зростання. Однак аудит не знайшов нічого протизаконного.

### Танзанія
Система M-Pesa була запущена в Танзанії компанією Vodacom, дочірньою компанією Vodafone.

### Південна Африка
У вересні 2010, Vodacom і Nedbank анонсували запуск цього сервісу в ПАР, де за експертними оцінками є понад 13 мільйонів «економічно активних» жителів у яких немає банківського рахунку.

### Східна Європа
У березні 2014 року M-PESA поширився на Румунію, при цьому зазначалося, що він може продовжувати розширюватися і в інших країнах Східної Європи, оскільки багато людей там мають мобільні телефони, але не мають традиційних банківських рахунків. Станом на травень 2014 року, однак, вважалося малоймовірним, що послуга пошириться на Західну Європу найближчим часом. У грудні 2017 року Vodafone закрив свій продукт M-PESA в Румунії.
У травні 2015 року M-PESA також була запущена в Албанії. Він був закритий 14 липня 2017 року.

### Інші ринки
Існують плани запустити сервіси системи M-Pesa в Індії та Єгипті, а також запустити сервіс міжнародних переказів в Кенії.